# David Laird Dungan
David Laird Dungan (* 1936; † 30. November 2008) war Distinguished Professor für Humanwissenschaften und Professor für Neues Testament und Frühes Christentum an der University of Tennessee in Knoxville. Er hatte sich auf das Synoptische Problem spezialisiert. Als Mitglied des Forschungsteams des „Internationalen Instituts für Evangelienforschung“ war er ein Vertreter der Zwei-Evangelien-Theorie, die auch als Griesbach-Hypothese bekannt ist.

## Leben
Dungan wurde als Sohn presbyterianischer Missionare in New Haven (Connecticut) geboren. Bis 1940 wuchs er in Shanghai auf, danach in Berea (Kentucky), wo er 1953 die Highschool abschloss. Am College of Wooster machte er seinen B.A. (1957), am McCormick Theological Seminary in Chicago seinen Bachelor of Divinity (B.D.) (1963) und an der Harvard Divinity School seinen theologischen Doktor (1968). Von 1967 bis 2002 war er Mitglied der Fakultät im Department für Religionswissenschaft an der Universität von Tennessee in Knoxville. Dort hielt er bibelwissenschaftliche und kirchengeschichtliche Kurse. Er wurde auch eingeladen, am Päpstlichen Bibelinstitut in Rom Vorlesungen zu halten (1976–1977 und 2006).
Dungan verstarb plötzlich am 30. November 2008, als er an einem größeren Multimedia-Buchprojekt arbeitete, das den Titel Images of Jesus in Cultural Perspective trug. Seine Kollegen haben zu seinen Ehren eine Festschrift verfasst.

## Publikationen
Als Autor
- Constantine's Bible: Politics and the Making of the New Testament, Fortress Publishers, Augsburg 2006.
- A History of the Synoptic Problem:  The Canon, the Text, the Composition, and the Interpretation of the Gospels, Yale University Press: Yale 1999.
- zusammen mit Allan J. McNicol, David B. Peabody, Lamar Cope, William R. Farmer und Philip L. Shuler: Beyond the Q Impasse: Luke's Use of Matthew: A Demonstration by the Research Team of the International Institute for Gospel Studies, Trinity Press International, 1996.
- The Sayings of Jesus in the Churches of Paul:  The Use of the Synoptic Tradition in the Regulation of Early Church Life, Fortress Press; Blackwell Publishers: Philadelphia 1971.

Als Herausgeber
- zusammen mit William R. Farmer, Dominique Barrios-Delgado, Armando Levoratti, und Sean McEvenue: International Bible Commentary: a Catholic and Ecumenical Commentary for the 21st Century, English edition (Liturgical Press, 1998).
- zusammen mit David R. Cartlidge: Documents for the Study of the Gospels, überarb. und erw. Ausgabe, Augsburg 1994.
- The Interrelations of the Gospels: a Symposium Led by M É Boismard, W R Farmer, F Neirynck, Jerusalem 1984 (Bibliotheca Ephemeridum Theologicarum Lovaniensium 95), Leuven 1990; Nachdruck: Ithaca, NY: Snow Lion Publications, 2002.

Artikel und Aufsätze
- zusammen mit Dan Deffenbaugh: "The Bible and Ecology", in: International Bible Commentary: a Catholic and Ecumenical Commentary for the 21st Century, hg. von William R. Farmer u. a., English edition (Liturgical Press, 1998).
- zusammen mit John Kloppenborg: "What is the Synoptic Problem?", in: International Bible Commentary: a Catholic and Ecumenical Commentary for the 21st Century, hg. von William R. Farmer u. a., Liturgical Press: 1998.
- "'Eppur Si Muove': Circumnavigating the Mythical Recensions of Q," Soundings 78:3-4 (1995), S. 541–570.
- "The Year of Living Dangerously: An East–West Dialectic," co-authored with Linda Ehrlich, The New Orleans Film Review 19.3-4, 1993, S. 118–124.
- "The Two Gospel Hypothesis," Anchor Bible Dictionary, Bd. 5 New York: Doubleday 1992, S. 671–679.
- "Response to the two-source hypothesis", in: The Interrelations of the Gospels: a Symposium Led by M É Boismard, W R Farmer, F Neirynck, Jerusalem 1984, Bibliotheca Ephemeridum Theologicarum Lovaniensium 95 (Louvain, Belgium: Leuven Univ. Pr, 1990; Nachdruck: Ithaca, NY: Snow Lion Publications, 2002), S. 201–216.
- "Synopses of the Future", in: The Interrelations of the Gospels: a Symposium Led by M É Boismard, W R Farmer, F Neirynck, Jerusalem 1984, Bibliotheca Ephemeridum Theologicarum Lovaniensium 95 (Louvain, Belgium: Leuven Univ. Pr, 1990; Nachdruck: Ithaca, NY: Snow Lion Publications, 2002), S. 317–347.
- "Jesus and Violence," in Jesus, the Gospels, and the Church. Essays in Honor of William R. Farmer, hg. von E. P. Sanders, Mercer University Press, 1987, S. 135–162.
- "Critique of the Main Arguments for Mark's Priority as Formulated by B. H. Streeter," in The Two-Source Hypothesis:  a Critical Appraisal, edited by Arthur J. Bellinzoni, Jr., Joseph B. Tyson, and William O. Walker (Mercer Univ. Press, 1985; Nachdruck: Ithaca, NY:  Snow Lion Publications, 2002), S. 143–161.
- "Critique of the Q Hypothesis", in: The Two-Source Hypothesis:  a Critical Appraisal, edited by Arthur J. Bellinzoni, Jr., Joseph B. Tyson, and William O. Walker (Mercer Univ. Press, 1985; Nachdruck: Ithaca, NY:  Snow Lion Publications, 2002), S. 427–433.
- "Synopses of the Future," Biblica 66 (1985), S. 457–492.
- "A Griesbachian Perspective on the Argument from Order," in: Synoptic Studies: The Ampleforth Conferences of 1982 and 1983, hg. von Christopher M. Tuckett: Journal for the Study of the New Testament Supplement Series #7 (Sheffield, England: Sheffield Academic Press 1984; Nachdruck: Ithaca, NY: Snow Lion Publications, 2002), S. 67–74.
- "The Purpose and Provenance of the Gospel of Mark According to the 'Two Gospel' ([Owen-]Griesbach) Hypothesis," in: Colloquy on New Testament Studies: a Time for Reappraisal and Fresh Approaches, edited by Bruce C. Corley (Mercer Univ. Press, 1983; Nachdruck: Ithaca, NY:  Snow Lion Publications, 2002), S. 133–179.  Nachdruck in: New Synoptic Studies: the Cambridge Gospel Conference and Beyond, hg. von William R. Farmer (Mercer Uni. Press, 1983; Nachdruck: Ithaca, NY: Snow Lion Publications, 2002), S. 411–440.
- "Theory of Synopsis Construction," Biblica 61 (1980), S. 305–329.
- "Survey of Nineteenth Century ‘Lives of Jesus’," Religious Studies Review (Okt. 1978), S. 113–127.

- "Lives of Jesus Series," review article co-written with James O. Duke, Religious Studies Review 4.4 (1978), S. 259–265.
- "Albert Schweitzer’s Disillusionment with the Historical Reconstruction of the Life of Jesus," in Perkins Journal 29 (1976), S. 27–48.
- "Reconsidering Albert Schweitzer," in: Christian Century 92.32 (8. Oktober 1975), S. 874–880.
- "New Testament Canon in Recent Study," Interpretation 29.4 (1975), S. 339–351.
- "Reactionary Trends in the Gospel Producing Activity of the Early Church: Marcion, Tatian, Mark," in: L’évangile du Marc, Bibliotheca Ephemeridum Theologicarum Lovaniensium #34, hg. von M. Sabbe (Louvain Univ. Press, 1974), S. 179–202.
- "Mark the Abridgment of Matthew and Luke", in: Jesus and Man’s Hope, Bd. I, hg. von D. Miller (Pittsburgh Theological Seminary Press, 1970), S. 51–79. Nachdruck in: A. Bellinzoni (Hrsg.): The Two Source Hypothesis: A Critical Appraisal, Mercer University Press, 1985.